# Сократический вопрос
Сократовские вопросы — метод ведения диалога, при котором вместо того, чтобы приводить аргумент, мы помогаем собеседнику самому прийти к этому аргументу. Сократовские вопросы являются одной из основных частей уличной эпистемологии. Название этих вопросов произошло от древнегреческого философа Сократа, который жил в Афинах и дружил с Периклом. Сократ своими вопросами ставил своих собеседников в тупик и заставлял их задуматься о том, о чём они никогда не задумывались. При этом Сократ никогда не кричал и не перекрикивал своего собеседника в споре (что свойственно для греков); он, наоборот, старался говорить ещё тише и спокойней.
Многих собеседников Сократа раздражало то что Сократ так спокойно разговаривал, но Сократ всё время говорил спокойно даже когда на него на кричали. По некоторым сказаниям, Сократ дружил с Гиппократом, Алкивиадом и с другими афинскими государственными деятелями. Сократ однажды посетил дельфийского оракула Пифию и она ему сообщила о том, что Сократ на данный момент самый умный человек на земле и после этого начал считать свои философические диалоги служение божеству и в том числе свои «сократические вопросы». Также Сократа звали на симпосии Перикла и не только опять же из-за его философии и «сократических вопросов».
Типы «сократических вопросов»:
1. Исследование, уточнение и прояснение
Пример: Я не уверен(а), что правильно поняла Вас. Вы хотите сказать, что она поступил так потому, что…" «Вы могли бы дать мне пример…», «Вы могли бы рассказать об этом шире», «Верно ли, что вы рассматриваете это как…», «Что общего / чем отличаются эти события?», «Когда в последний раз происходило что-то подобное?», «Как часто это случается?», «С кем ещё Вы чувствуете себя так же?»
2. Предпосылки и причины: расширение поля зрения клиента
примеры: «Что заставляет Вас думать таким образом?», «Произошло ли что-то, что привело Вас к такому заключению?», «В чём выигрышность / проигрышность думать таким образом?», «Когда впервые возникла эта мысль? Что за этим последовало?», «Если рассмотреть все причины, которые Вы назвали, какую долю влияния на ситуацию Вы можете приписать каждой из них?»
3. Проверка проблемных убеждений
Пример: «Какие факты свидетельствуют ЗА то, что у Вас ничего не получается?», «Какие факты говорят об обратном?», «Всегда ли это так?», «Были ли исключения, когда происходило иначе?», «Какой Ваш опыт свидетельствовал об обратном?», «Есть ли что-то в Вашем опыте», что противоречит этой мысли?", «Как бы Ваш друг мог смотреть на эту ситуацию?»
4. Позитивные и негативные последствия
Пример: Какие позитивные последствия в краткосрочном / долгосрочном плане Вы видите?", «Насколько полезно придерживаться этого убеждения?», «Как ваша убежденность может повлиять на Ваше поведение / мотивацию?», «Что может помочь Вам избежать этих последствий?»
5. Альтернативное понимание ситуации
Пример: «Что ещё может быть причиной этого?», «Что может быть вместо этого?», «Кто бы мог с этим не согласиться и почему?», «Что бы об этом мог сказать ваш друг?», «Есть ли какие-то факты или возможности, которые вы рассмотрели недостаточно?»,"Будь Вы детективом, как бы Вы собирали доказательства за и против?","Как бы Вы посмотрели на это раньше, до депрессии?", «Что бы Вы сказали себе, будь Вам 75 лет», «Теперь, когда Вы увидели картину немного шире, как бы Вы могли изменить своё первичное восприятие проблемы?
6. Вопросы, направленные на поиск решения(чаще всего использовались сократом)
Пример: Что именно может случиться, чего Вы боитесь?», «Что конкретно Вы могли бы делать, чтобы…», «Как бы Ваш друг поступил на Вашем месте?», «Что Вам мешает поступить таким образом?», «Что из этого Вы могли бы делать, несмотря на эти препятствия?», «Как Вы можете проверить, так ли это?», «Как эта информация может быть связана с решением проблемы?»,"Как Вы сможете оценить, что [новый способ действия] повлиял на [желаемый результат]?"
7. Стрела вниз
Примеры: «Что это говорит о Вас?», «Если это так, что это для Вас означает?», «Что в этом самого неприятного?», «Возможно, этот вопрос звучит глупо, но что плохого в таком взгляде на вещи?», «Что бы другие подумали о Вас в этой ситуации?», «Если это действительно правда, что тогда?..»
Сократический диалог в психотерапии — мощный метод, осознанное использование которого может значительно углубить, и, вероятно, ускорить терапевтический процесс. Один из важнейших ресурсов этого метода — возможность работать с уже имеющимися знаниями и опытом, которая постепенно позволяет клиенту открывать всё больше и больше способов взаимодействия с миром и собой. А, как мы знаем, наиболее ценными являются для нас те открытия, которые мы делаем сами.